# Corydoras nattereri
Corydoras nattereri é uma espécie de peixe sul-americano de água doce.